# Baudri de Bourgueil
Pour les articles homonymes, voir Baldéric, Baudry et Bourgueil (homonymie).
Baudri de Bourgueil ou Baudri de Dol (ou Baudry ou bien encore Baldéric), est un chroniqueur, un narrateur d'ouvrages hagiographiques et historiques, et un poète. Religieux, il est d'abord un abbé, puis un prélat de la fin du XIe siècle et du début du XIIe siècle.

## Biographie
Il naît à Meung-sur-Loire vers 1045 dans un milieu rural modeste.
Après avoir suivi des études à l'école d'Angers, il entre à l'abbaye de Bourgueil en Anjou, dont il devient abbé en 1089. En 1107, il reçoit du pape Pascal II le pallium d'évêque de Dol-de-Bretagne, puis devient archevêque dès l'année suivante. Suspendu en 1120 pour des différends concernant ce privilège et des démêlés avec ses chanoines et le clergé de Dol, il se retire à Saint-Samson-sur-Risle, puis visite le Bec, Fécamp, Saint-Wandrille et Jumièges. 
Baudri se rendit plusieurs fois à Rome et laissa un récit de voyage de l'Angleterre. Il déploya une activité considérable en réformant la discipline monastique. Il assista à tous les conciles qui se tinrent de son vivant, dont celui de Clermont en 1095 qui initia la première croisade (1095-1099). Il a donné une narration de cette dernière, sous le titre de Historia Hierosolymitana libri IV, publiée dans le recueil de Jacques Bongars, fondée en partie sur le témoignage de témoins directs, et soumise pour correction à l'abbé Pierre de Maillezais, qui avait accompagné les croisés. 
Parmi ses autres livres se trouvent des poèmes sur la conquête de l'Angleterre et sur le règne de Philippe Ier; on lui doit des Vies, en latin, de son ami Robert d'Arbrissel, publiée dans le recueil de Jean Bolland, de saint Valérien de Tournus, de saint Hugues de Rouen, et de saint Samson de Dol; et enfin une lettre aux moines de l'abbaye de Fécamp, qui contient un apport intéressant concernant les mœurs des Bretons, ainsi que sur les monastères anglais et normands.
Moraliste, il s’élève contre le contenu de plus en plus faible des rouleaux des morts, parchemins transmis d’abbaye en abbaye à l’occasion de la mort d'un moine.
Il meurt le 5 janvier 1130 à l'abbaye des Préaux.

## Œuvres
- La Vie du bienheureux Robert d'Arbrissel, fondateur de l'ordre de Fontevraud (par Baldéric, traduite par Sébastien Ganot). - Les Maximes de la vie spirituelle tirées de la vie de l'esprit et de la conduite du bienheureux Robert d'Arbrissel, La Flèche, G. Griveau, 1648.
- Poèmes, T. I, texte établi, trad. et commenté par Jean-Yves Tilliette (de), les Belles lettres, 1998  (ISBN 2-251-33637-0)
- Poèmes, T. II, texte établi, trad. et commenté par Jean-Yves Tilliette, les Belles lettres, 2002  (ISBN 2-251-33640-0)
- Œuvres poétiques, édition critique publiée d'après le manuscrit du Vatican par Phyllis Abrahams, Genève, Slatkine, 1974
- Œuvres en prose (Textes hagiographiques), T. III, texte établi, trad. et commenté par Armelle Le Huërou, les Belles Lettres, 2013,  (ISBN 978-2-251-33652-7) (présentation en ligne)